# Quiosc de música

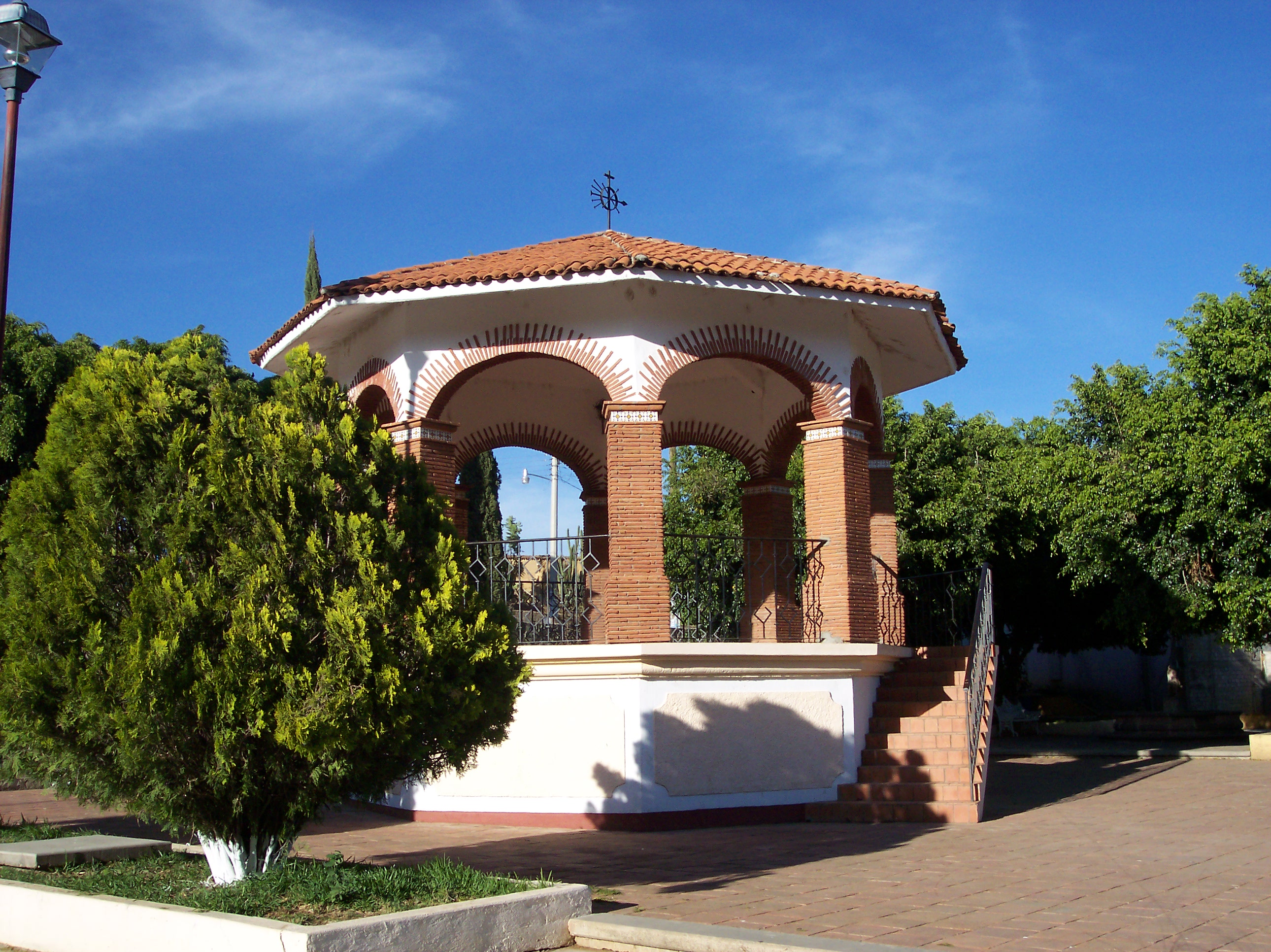
Quiosc a la població d'Arrazola, Oaxaca, Mèxic.

Un quiosc de música o templet, és un edicle o petita construcció que fa funcions de temple o d'aixopluc d'un altar, imatge sagrada, etc. És molt conegut el templet de San Pietro in Montorio, a Roma, obra de Bramante.
A l'aire lliure els templets són freqüents en parcs i jardins. Una variant dels templets és el quiosc o glorieta, construcció elevada, a manera de pavelló, normalment oberta per tots els seus costats i de planta octagonal (vuitavada). Solen estar destinats per celebrar concerts populars i altres expressions artístiques. També s'anomena quiosc a una petita caseta que s'instal·la al carrer o un altre lloc públic i que es dedica a la venda de diaris, flors, begudes, llaminadures, etc.
Aquest terme deriva del francès kiosque, aquest del turc köşk, aquest del persa košk, i aquest del pahlavi kōšk, que significa pavelló. De fa uns segles ha anant creixent a Europa la tradició de dotar les ciutats de jardins per a ús públic, semblants als que tenien els palaus de la noblesa. I aviat es va posar de moda construir-hi petites edificacions voltades de columnes i obertes de totes bandes, que servissin per a la recreació i d'aixopluc. Es van fer copiant els kösks turcs, unes glorietes típiques dels seus famosos jardins. Per això hom els va anomenar quioscs. Inicialment als quioscs es venien flors, begudes, diaris. Actualment s'ha estès el significat a qualsevol botiga de diaris situada al carrer.

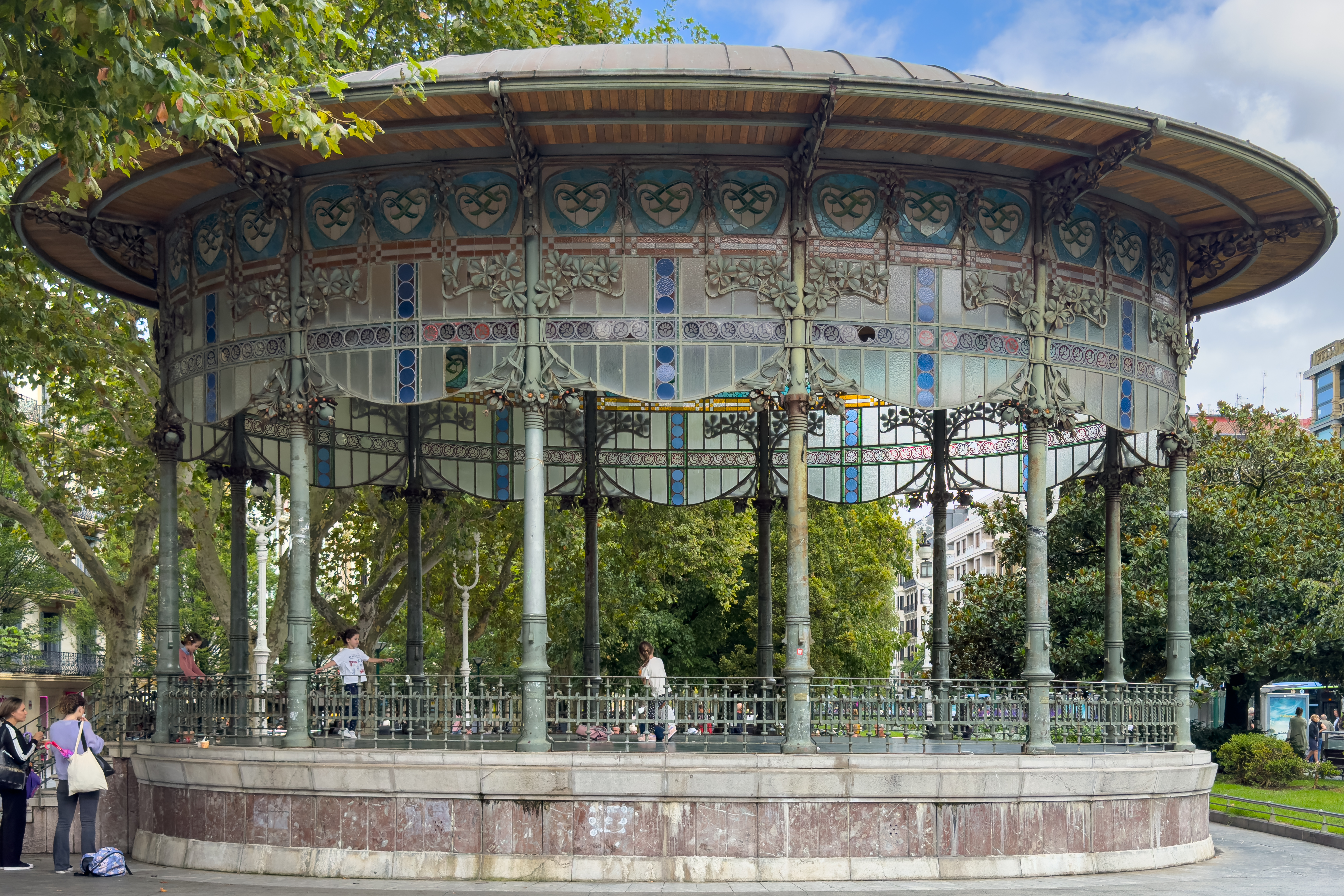
Quiosc al bulevard de Sant Sebastià, Espanya

El quiosc disposa d'una plataforma elevada, no té parets, quedant obert per tots els seus costats i la seva coberta es sustenta mitjançant columnes, o pilars. Es construeix normalment en places, parcs o jardins públics de moltes ciutats, s'hi solen dur a terme diversos tipus de manifestacions populars, com concerts musicals, teatre, etc. En general l'arquitectura i estètica de cada un d'aquests quioscs és diferent, abundant els de planta octogonal.
En els països de tradició mediterrània és molt comú que cada població, poble o ciutat tingui un quiosc a la plaça central. Essent aquests representatius del lloc, puix que no se'n troben dos d'iguals en tot el país.